# Le Flirt d'été de Lady Marion
Pour plus de détails, voir Fiche technique et Distribution.
Le Flirt d'été de Lady Marion (Lady Marions sommarflirt) est un film suédois réalisé par Victor Sjöström, sorti en 1913.

## Fiche technique
- Titre original : Lady Marions sommarflirt
- Titre français : Le Flirt d'été de Lady Marion
- Réalisation et scénario : Victor Sjöström
- Photographie : Julius Jaenzon
- Pays de production : Suède
- Format : Noir et blanc - 1,37:1 - Film muet
- Genre : court métrage
- Durée : 18 minutes
- Date de sortie : 1913

## Distribution
- Hilda Borgström : Lady Marion
- Victor Lundberg (sv) : Viktor
- Richard Lund : Lord Handsome
- Axel Ringvall (en) : Axel Pärzon